# Акжол (Байтерецький район)
Акжо́л (каз. Ақжол) — село у складі Байтерецького району Західноказахстанської області Казахстану. Входить до складу Белеського сільського округу.
У радянські часи село називалось Бакаушино або Бокаушино.
Населення — 129 осіб (2021; 202 у 2009, 234 у 1999, 264 у 1989).